# Terrier Randoin
Le Terrier Randoin (ou colline du Fragne) est un sommet du département de l'Indre, en région Centre-Val de Loire, culminant à une altitude de 457 mètres. Il se situe sur le territoire de la commune de Pouligny-Notre-Dame, dans le Sud du département, à seulement un kilomètre au nord de la limite du département de la Creuse. Il appartient aux premiers contreforts septentrionaux du Massif central.
Régulièrement présenté comme le point culminant du département de l'Indre, il est dans les faits dépassé par le bois de Fonteny, situé sur la commune voisine de Crevant, en limite du département de la Creuse, et qui dans sa partie indrienne atteint environ 465 mètres,.